# Dubbelgedraaide verkleinde romboëdrisch icosidodecaëder
Een dubbelgedraaide verkleinde romboëdrisch icosidodecaëder is in de meetkunde het johnsonlichaam J79. Deze ruimtelijke figuur kan worden geconstrueerd door van een rombische icosidodecaëder een vijfhoekige koepel J5 weg te nemen en twee koepels, die daarnaast lagen, 36° te draaien.
Er zijn nog twee johnsonlichamen die worden geconstrueerd door van een rombische icosidodecaëder een vijfhoekige koepel af te halen en daarna er van de koepels, die nog een deel van het lichaam, zijn te draaien:
- de paragedraaide verkleinde romboëdrisch icosidodecaëder J77, waarvan een koepel af wordt gehaald en een koepel wordt gedraaid, die daar tegenover lag en
- de metagedraaide verkleinde romboëdrisch icosidodecaëder J78, waarvan een koepel af wordt gehaald en een koepel wordt gedraaid, die daarnaast lag.

- (en)  MathWorld. Bigyrate Diminished Rhombicosidodecahedron.